# Untersuchung des Kniegelenks
Das Kniegelenk ist ein Gelenk der unteren Extremität, welches aus drei Teilgelenken besteht: Das Femoropatellargelenk (Verbindung zwischen Oberschenkelknochen und Kniescheibe), das Tibiofemoralgelenk (Verbindung zwischen Schienbein und Oberschenkelknochen) und das Tibiofibulargelenk (Verbindung zwischen Schien- und Wadenbein). Aufgrund der anatomischen Gegebenheiten können sich verschiedene Arten der Fehlbildungen, Verletzungen oder Erkrankungen dieses Gelenks ergeben, die Untersuchung des Kniegelenks soll daher einen Überblick über die möglichen Differenzialdiagnosen liefern.
Neben der Anamnese sind die Inspektion und die körperliche Untersuchung ein wichtiger Bestandteil der Diagnosesicherung, später kommen dann außerdem bildgebende oder invasive Verfahren hinzu. Große Bedeutung bei der orthopädischen Untersuchung hat der Seitenvergleich, jede dieser Untersuchungen wird daher an beiden Beinen durchgeführt und getrennt dokumentiert, um auffällige Seitenunterschiede wahrzunehmen.

## Klinische Untersuchungsmethoden

### Untersuchung in Rückenlage
- Zohlen-Zeichen: Der Untersucher fixiert und distalisiert die Patella bei gestrecktem Bein und fordert dann Patienten auf, langsam den Musculus quadriceps femoris anzuspannen.
- Böhler-Zeichen: In gestrecktem Kniegelenk adduziert und abduziert der Untersucher den Unterschenkel gegen den Oberschenkel.
- Schubladentest: Bei 90° gebeugtem Kniegelenk zieht bzw. drückt der Untersucher den Unterschenkel, um ihn gegen den Oberschenkel zu verschieben.
- Lachmann-Zeichen: Wie Schubladentest, jedoch bei leicht angewinkeltem Kniegelenk, also 25–30°
- Steinmann-Zeichen I: Bei 90° gebeugtem Kniegelenk dreht und staucht der Untersucher den Unterschenkel nach innen bzw. außen.
- Steinmann-Zeichen II: Ein zunächst ventraler Schmerz im Kniegelenk wandert bei zunehmender Beugung Richtung dorsal.
- Zeichen der tanzenden Patella: Der Untersucher schiebt bei gestrecktem Knie den potentiellen Gelenkerguss von kranial oberhalb des Knies in Richtung Gelenk, fixiert diese Position und drückt dann mit der anderen Hand auf die Kniescheibe.
- McMurry-Test: Bei 90° gebeugtem Knie- und Hüftgelenk führt der Untersucher eine maximale Innenrotation bzw. Außenrotation von Fuß und Unterschenkel durch.
- Pivot-Shift-Test: Aus dem gestreckten Kniegelenk heraus wird unter Valgusstress und Innenrotation das Kniegelenk gebeugt.

### Untersuchung in Bauchlage
- Apley-Grinding-Test: Bei 90° gebeugtem Knie rotiert der Untersucher den Unterschenkel nach innen und außen, einmal auf Druck und einmal auf Zug.

### Untersuchung im Schneidersitz
- Payr-Zeichen: Der Patient sitzt im Schneidersitz und der Untersucher drückt das Knie nach unten.

## Klinische Untersuchung nach dem Ort der Verletzung

### Verletzung des Kreuzbandes
- Schubladentest
- Lachmann-Zeichen
- Pivot-Shift-Test

### Verletzung des Meniskus
- Steinmann-I-Zeichen
- Steinmann-II-Zeichen
- Böhler-Zeichen
- Payr-Zeichen
- Apley-Grinding-Test

### Verletzung des Knorpels
- Zohlen-Zeichen

## Bildgebende Verfahren
Als bildgebende Verfahren werden Röntgenaufnahmen, Sonographie, Arthrographie (kaum mehr angewendet), Magnetresonanztomographie (MRT) und Computertomographie (CT) eingesetzt. Eine Arthroskopie kann zur Darstellung innerer Strukturen angewendet werden.